# Герб Рубіжного
Герб Рубіжного — герб міста Рубіжне Луганської області.
Затверджений 25 грудня 2002 року рішенням сесії міської ради. Автори — О. Житниченко, А. В. Закорецький.

## Опис
Щит розтятий, на золотому полі зелена сосна з вирваним корінням, на правому верхньому куті сходить п'ятикольорова веселка (червоний, золотий, зелений, лазуровий, пурпуровий). Ліве поле перетяте семиразово на зелене та срібне. Щит обрамований срібним декоративним картушем і увінчаний срібною мурованою міською короною. На картуші під короною — золота квітка півонії тонколистої, рослинного символу Луганської області. Під картушем біло-зелено-біла стрічка з білим написом «Рубіжне».

## Символіка
Розтятий щит розкриває назву міста — Рубіжне. Чотири срібні смуги вказують на історико-географічні умови зародження міста: місце закладки Рубіжного розташоване у заплаві річки Сіверський Донець поміж річками Красною та Боровою.
Нижня смуга — це безліч заплавних озер: Катеринівське, Глибоке, Велике, Мале, Криве, Лопушне, Ленєве, Біле, Кругле, Піщане.
Зелені смуги символізують вікові дерева та зелені лісові масиви. Сосна на золотому тлі увіковічує великий людський подвиг — штучне засадження піщаних околиць та усієї території міста зеленими деревами, які перетворили пустелю в зелене місто.
Веселка символізує перші підприємства, які дали життя поселенню, і вказує на спеціалізацію промислової продукції — випуск барвників та хімічної сировини для текстильної промисловості й оборони.